# Serra de Galliners
La Serra de Galliners és una serra a cavall dels municipis de Sant Quirze del Vallès i Terrassa a la comarca del Vallès Occidental, amb una elevació màxima de 315,8 metres. Està situada al mig de la depressió del Vallès, parteix la plana vallessana en dos i delimita les conques de Besòs (a llevant) i la del Llobregat (a ponent). Els materials de la serra són idèntics que els de la plana, tot i que menys erosionats. Es tracta d'una alternança de materials sedimentaris fins i gruixuts poc cimentats del Miocè. És un corredor biològic entre la serralada Litoral i la Prelitoral. Aquest espai és un dels últims espais forestals de la plana del Vallès. Encara es pot trobar una rica fauna que, a causa de les activitats humanes que s'hi desenvolupen (accessos motoritzats, caça, activitats esportives...), passa sovint desapercebuda. La vegetació típica de la serra és la del bosc mediterrani, com l'alzinar dominat per l'alzina acompanyada per l'aladern i l'arboç i les pinedes de pi blanc o pi pinyer. Al vessant nord de les muntanyes l'alzinar es barreja amb roure a vegades amb la presència de l'avellaner i l'arç blanc. Algunes de les elevacions més destacades són el turó de Can Camps (296 metres) i el turó de Mojal (312 metres), ambdós al terme de Sant Quirze del Vallès.